# Incredulità di Tommaso
L'incredulità di San Tommaso è un'espressione riferita alla testimonianza evangelica di san Tommaso apostolo che era incredulo riguardo alla risurrezione di Gesù Cristo dopo la morte in croce.
Secondo il Vangelo di Giovanni, Tommaso fu presente alla Resurrezione di Lazzaro (Giovanni 11:16) e durante l'Ultima cena non credette agli altri apostoli e che Gesù stesse per morire. Parimenti, dopo la morte di croce e la Risurrezione, non credette nuovamente alle parole degli apostoli, quando gli riferirono che Gesù era apparso prima ai discepoli di Emmaus, poi agli altri discepoli ed infine anche a loro.
Gesù Cristo gli apparve nello stesso corpo umano che gli apostoli e il popolo vedevano prima della sua morte, differente per la nuova e permanente presenza delle Cinque Sante Piaghe della croce: le mani trapassate dai due Sacri chiodi, le due piaghe sui piedi, il costato trafitto dalla Sacra Lancia. Solo dopo aver toccato con mano, Tommaso Lo riconobbe come Dio e Signore.
Già a partire dal V secolo, l'incredulità e lo scetticismo di Tommaso è stata oggetto di ampie interpretazioni teologiche e un tema frequentemente rappresentato nell'arte occidentale. Per antonomasia, Tommaso apostolo è citato in riferimento alle persone prive di fede, che rifiutano di credere vero tutto ciò di cui non hanno avuto un'esperienza diretta, personale e sensibile.

## Nei Vangeli
L'episodio è riferito soltanto in Giovanni 20, ed è invece assente nei Sinottici:
Ed otto giorni appresso, i discepoli eran di nuovo dentro la casa, e Toma era con loro. E Gesù venne, essendo le porte serrate, e si presentò quivi in mezzo, e disse: Pace a voi! Poi disse a Toma: Porgi qua il dito, e vedi le mie mani; porgi anche la mano, e mettila nel mio costato; e non sii incredulo, anzi credente. E Toma rispose, e gli disse: Signor mio, e Iddio mio! Gesù gli disse: Perciocchè tu hai veduto, Toma, tu hai creduto; beati coloro che non hanno veduto, ed hanno creduto. Or Gesù fece ancora, in presenza dei suoi discepoli, molti altri miracoli, i quali non sono scritti in questo libro. 31 Ma queste cose sono scritte, acciocchè voi crediate che Gesù è il Cristo, il Figliuol di Dio; ed acciocchè, credendo, abbiate vita nel nome suo.»
(Vangelo secondo Giovanni, capitolo 20, versi da 24 a 29, versione di Diodati)
In modo indiretto, è citato anche da 1 Pietro 1:8-9, senza nominare esplicitamente Tommaso:
(Prima Lettera di Pietro, capitolo 1, versi 1-9, Nuova Diodati)
Più in generale, Tommaso è menzionato una sola volta negli altri libri del Nuovo Testamento, quando Gesù costituì i Dodici apostoli: Marco 3:17, Luca 6:12-16, Matteo 10:1-4, Atti 1:12-14.

## Commento
L'interpretazione cattolica dominante per secoli valorizzò il ruolo delle esperienze sensibili del divino nella vita terrena. Gesù Cristo pur dichiarando il valore della fede senza esperienza diretta, non negò all'apostolo la possibilità di vederLo dopo la risurrezione e di toccare il suo costato. Le parole  «Perché mi hai veduto, hai creduto: beati quelli che pur non avendo visto crederanno» furono intese come un incoraggiamento biblico che riconosceva il valore delle esperienze fisiche quali i pellegrinaggi, la venerazione delle reliquie dei santi, la cura anche estetica del canto e della solennità della liturgia in quanto elementi di graduale consolidamento e indipendenza della fede dall'universo creato visibile e corporeo.
I teologi anglicani enfatizzarono l'importanza posta da Gesù sul valore della fede (sola fide). Il bibliotecario e teologo anglicano Thomas H. Horne (1780-1862) nel libro intitolato  Introduction to the Critical Study and Knowledge of the Holy Scriptures rilevò come l'incredulità di Tommaso, in modo meno accentuato presente anche negli altri apostoli, sia una prova delle veridicità del testo evangelico e della loro attendibilità come testimoni, aggiungendo che a suo parere sarebbe stato improbabile che un falsario riuscisse a concepire una simile narrazione.
Gli autori gnostici della Chiesa primitiva insistettero ripetutamente sul fatto che Tommaso non avrebbe esaminato il corpo di Gesù, limitandosi ad osservarLo, agendo probabilmente con l'intento di radicalizzare in senso opposto la tesi dei loro avversari.
Inizialmente, l'interpretazione teologica del brano si concentrò sulla verità e realtà della Risurrezione di Gesù Cristo dai morti. A partire dal IV e V secolo, san Giovanni Crisostomo e san Cirillo di Alessandria enfatizzarono il sacrificio eucaristico della Risurrezione dalla morte di croce.

## Nell'arte

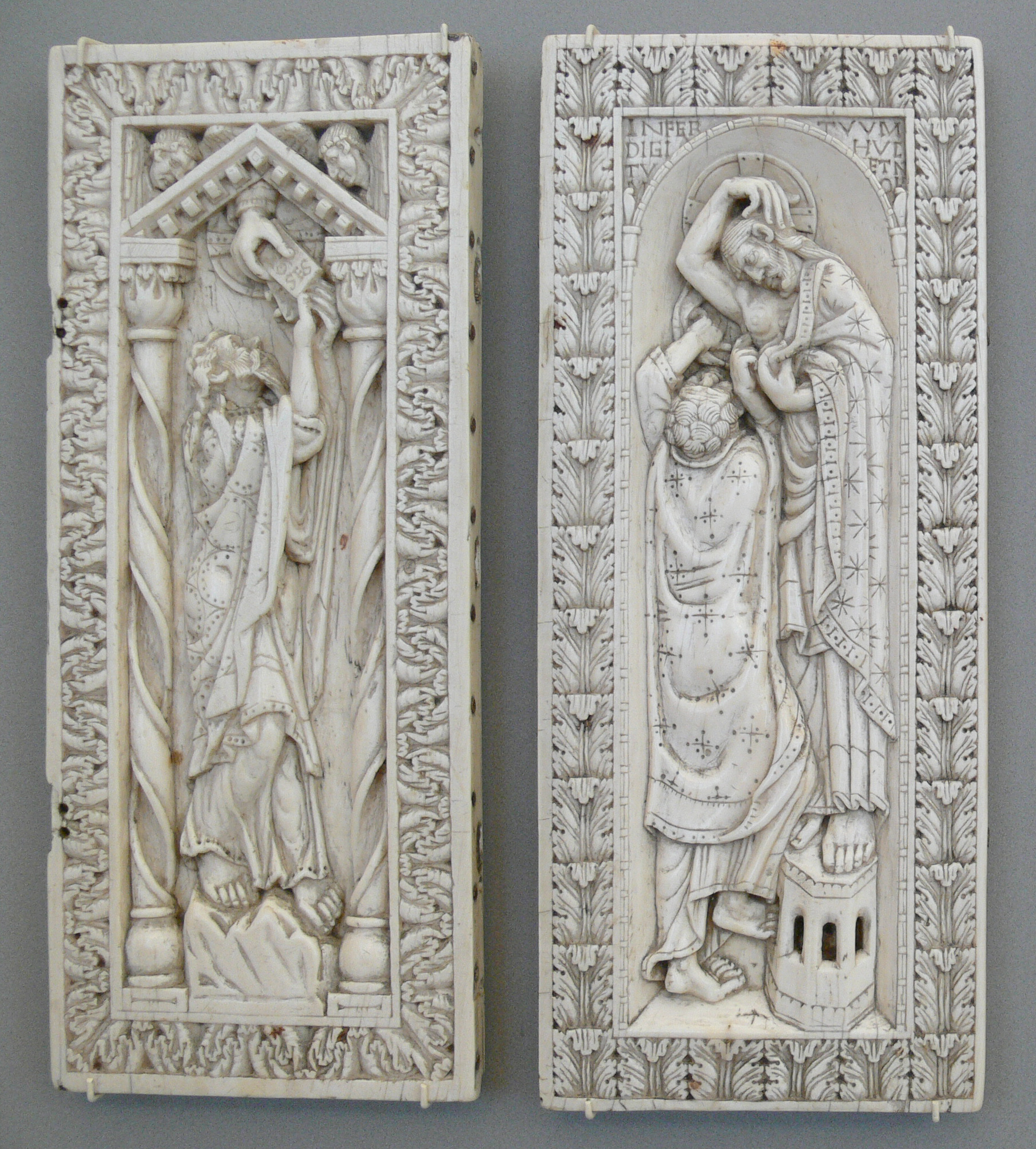
Dittico eburneo in arte ottoniana

L'episodio dell'incredulità di Tommaso fu raffigurato nei mosaici della Basilica di Sant'Apollinare Nuovo a Ravenna, risalenti al VI secolo, e nella Monza ampullae.  In tali dipinti, così come nel tardo barocco, l'iconografia di Tommaso che tocca la piaga del costato con la mano fu utilizzata per enfatizzare il ruolo dell'esperienza diretta e sensibile per i credenti.
Il mosaico di Ravenna introdusse il motivo pittorico di Gesù che alza la propria mano in alto, per rendere visibile la piaga del costato.
Nel Medioevo, l'episodio divenne parte dell'iconografia della Crocifissione, spesso rappresentato intorno alla scena centrale del sacrificio di Gesù Cristo, come risulta nell'alta croce a Muiredach e nell'Monastero di Santo Domingo de Silos. Il tema fu frequente anche nelle sacre rappresentazioni medievali della Vita di Cristo.

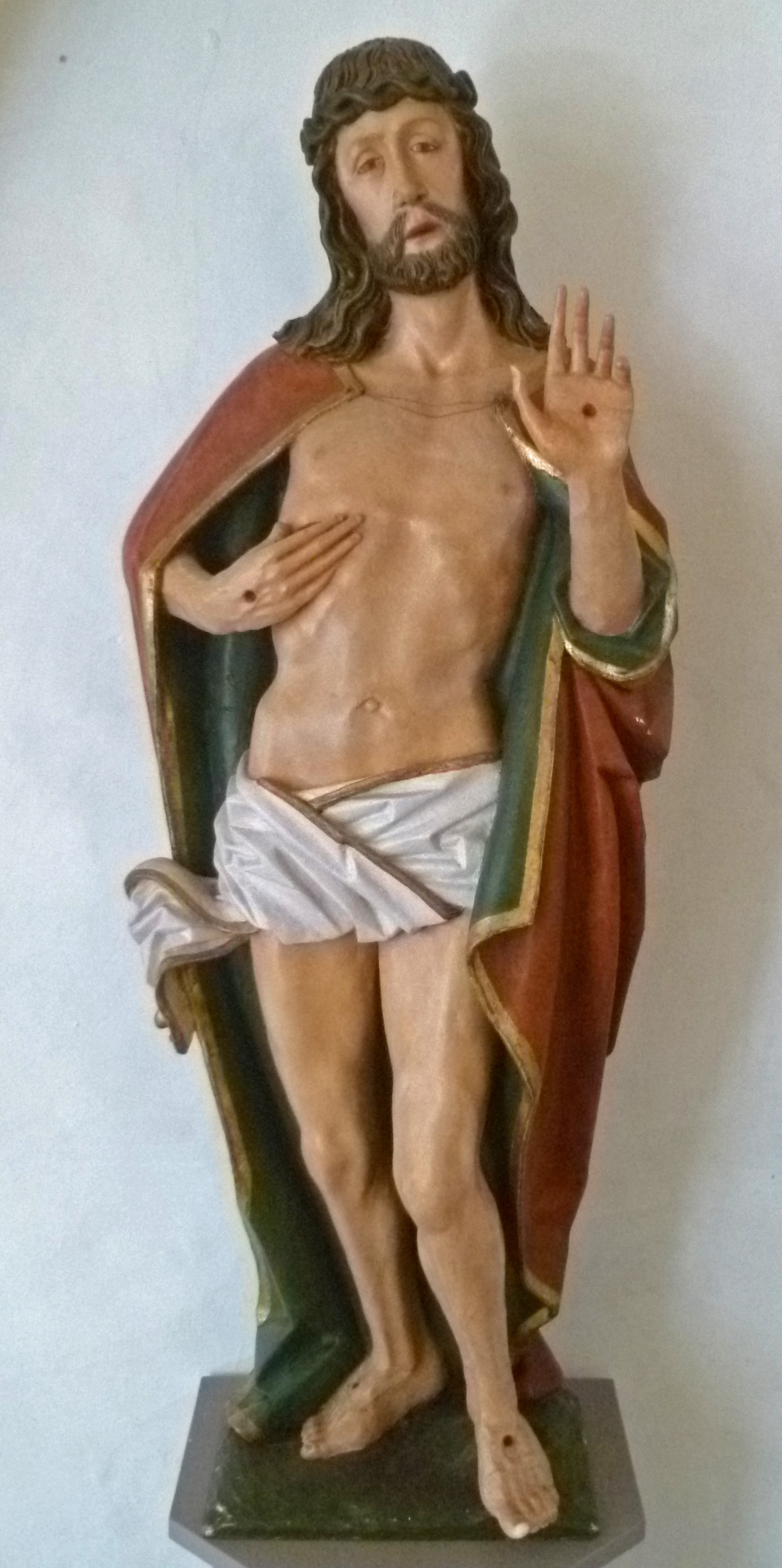
Ostentatio vulnerum

L'incredulità di Tommaso ispirò l'ostentatio vulnerum, una rappresentazione altomedievale di Gesù, senza l'apostolo, con un lato della sua tunica tirato indietro, mentre mostra la ferita sul fianco e le altre quattro piaghe, e di sovente tocca con la propria mano la ferita sul costato. Questa forma divenne una caratteristica comune sia a singole raffigurazioni iconiche di Gesù che a temi biblici come il Giudizio Universale il cui esempio più antico è ospitato dalla cattedrale di Bamberga, 1235 ca), nelle Maiestas Domini , nell'Uomo dei dolori e nell'Arma Christi, al fine enfatizzare la sofferenza di Cristo e la centralità della Sua Risurrezione.
Nel XV secolo, ad esso furono dedicate 70 righe del Ciclo di Chester e le 195 sestine del quarantunesimo dramma del Ciclo di York.
Il Cristo e san Tommaso di Andrea del Verocchio è una rara scultura autoportante e la più nota opera rinascimentale dell'episodio Essa fu collocata nella Chiesa di Orsanmichele, sede delle gilde fiorentine e in molti altri edifici toscani nei quali veniva amministrata la giustizia.
Il soggetto ha goduto di un risveglio della popolarità nell'arte della Controriforma cattolica, in risposta al principio teologico protestante del sola fede. L'Incredulità di san Tommaso di Caravaggio è la testimonianza artistica più famosa di questo periodo, ripresa dai Caravaggisti di Utrecht in ambito protestante.
In questo soggetto tematico si cimentarono anche Rembrandt (Museo Pushkin) e Rubens (fulcro del trittico Rockox, Museo Reale di Belle Arti di Anversa).

## Galleria d'immagini

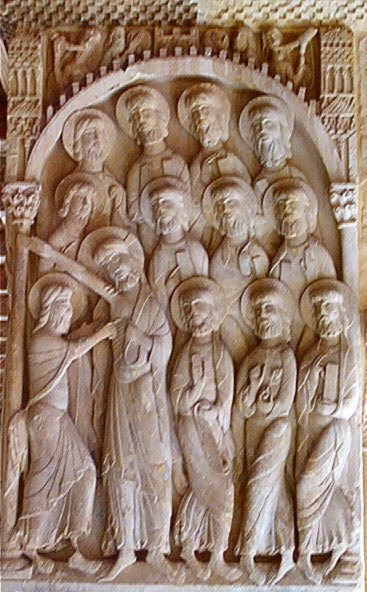
Rilievo in arte romanica presente nel chiostro del Monastero di Santo Domingo de Silos c. 1150
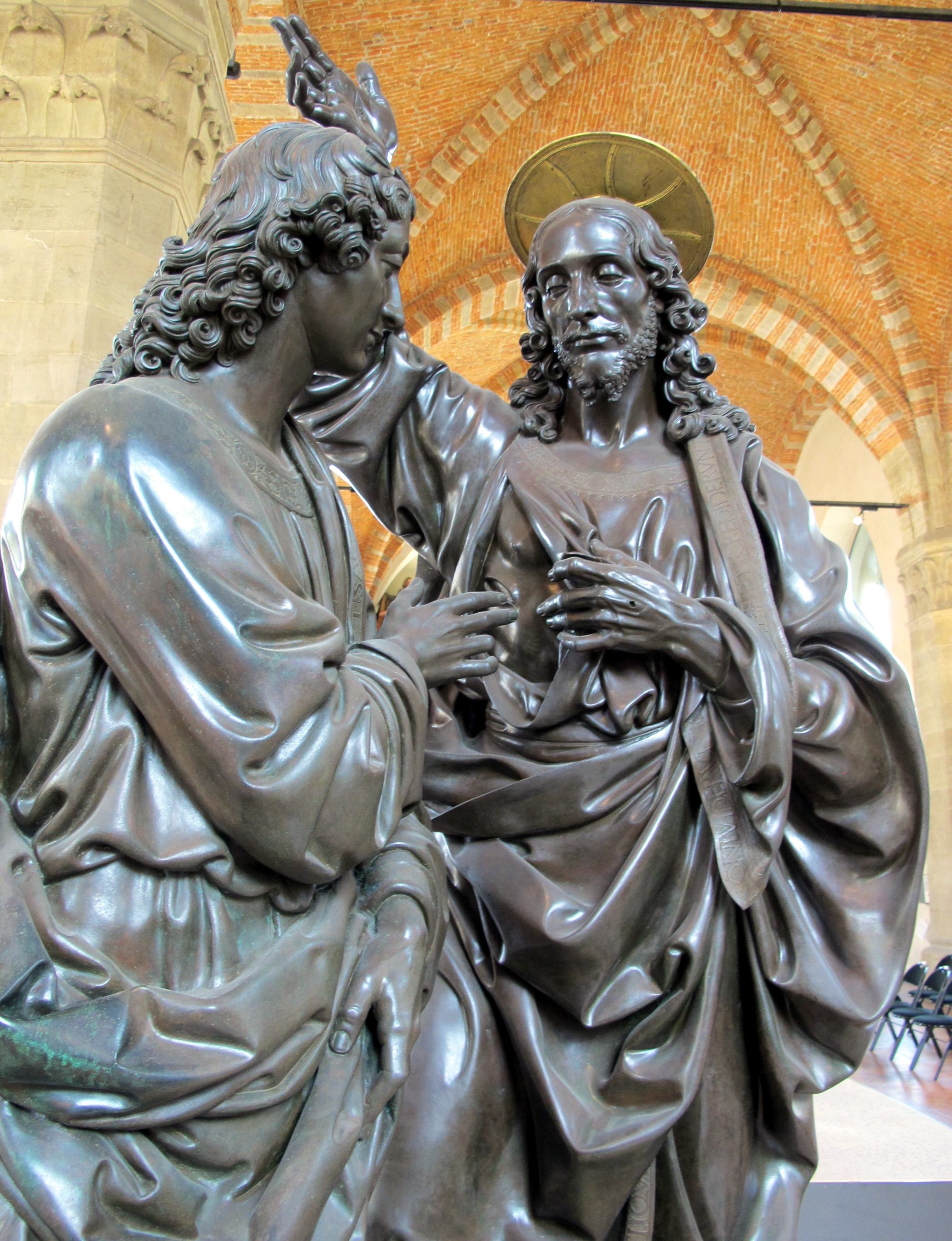
Incredulità di san Tommaso di Andrea del Verrocchio (1467–1483)
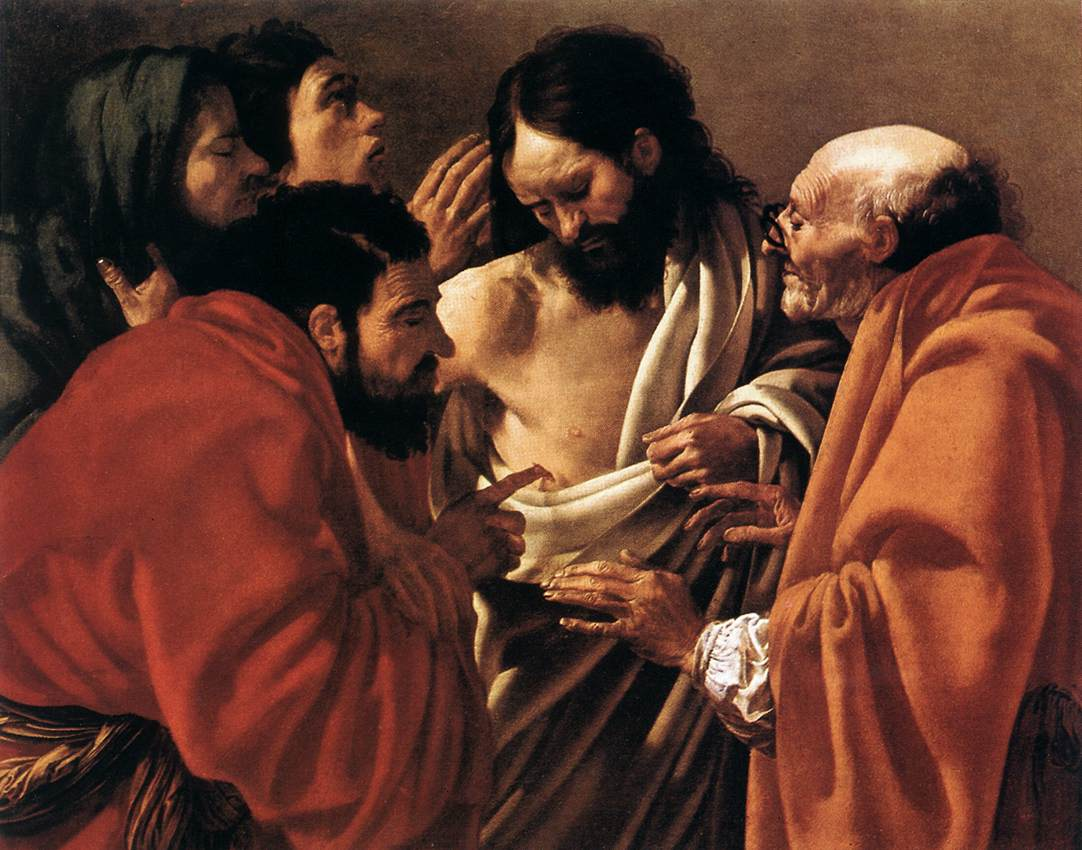
Hendrick ter Brugghen, c. 1622
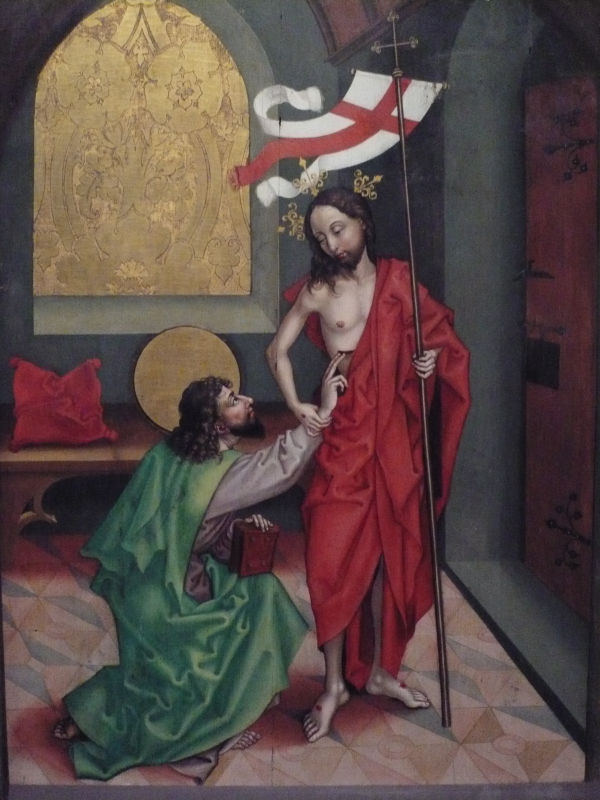
Kneeling and touching, scuola di Martin Schongauer, pala d'altare del tardo XV secolo
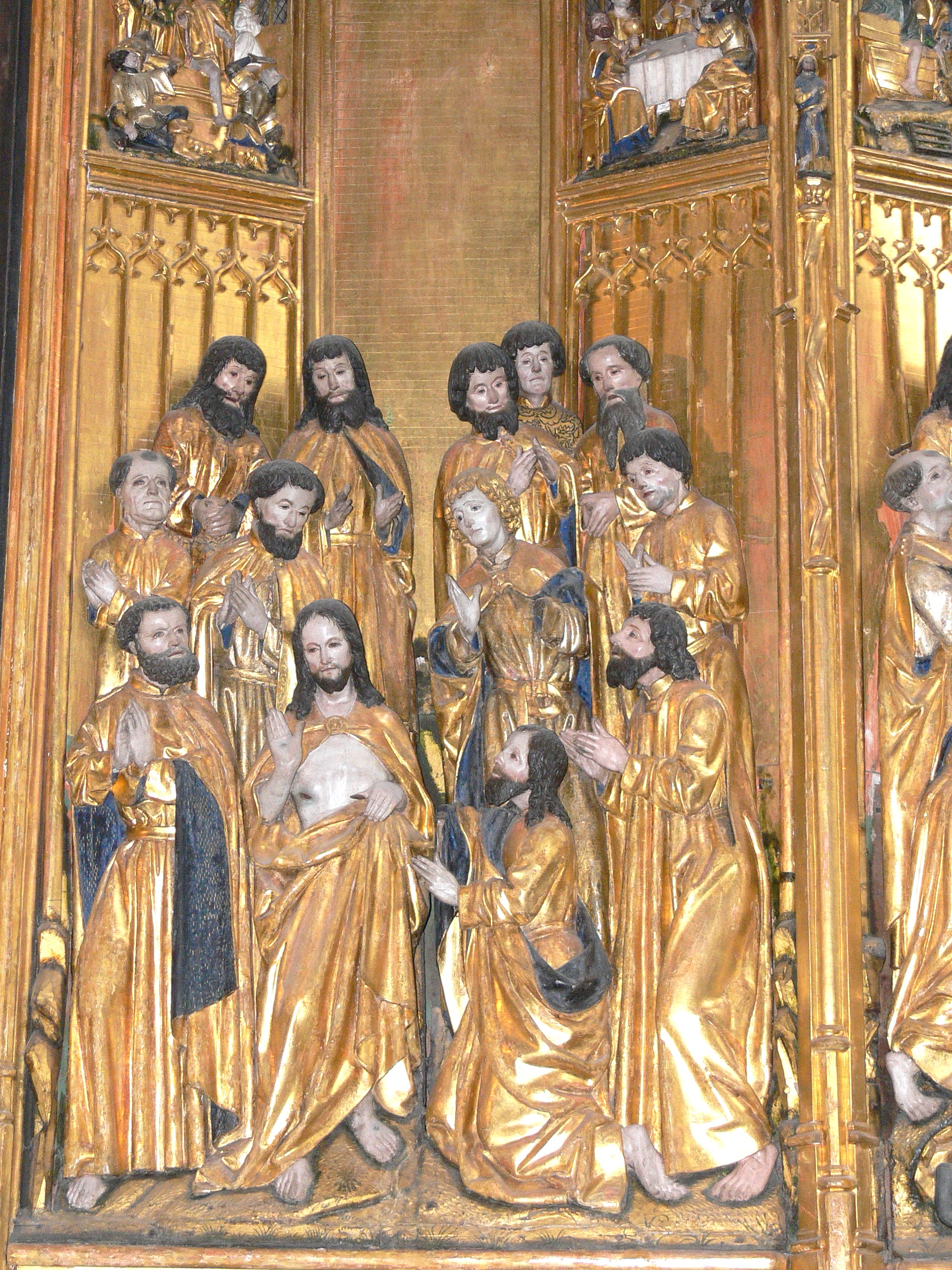
Kneeling and showing, pala d'altare del primo XVI secolo in legno intarsiato di Svezia, Cattedrale di Strängnäs
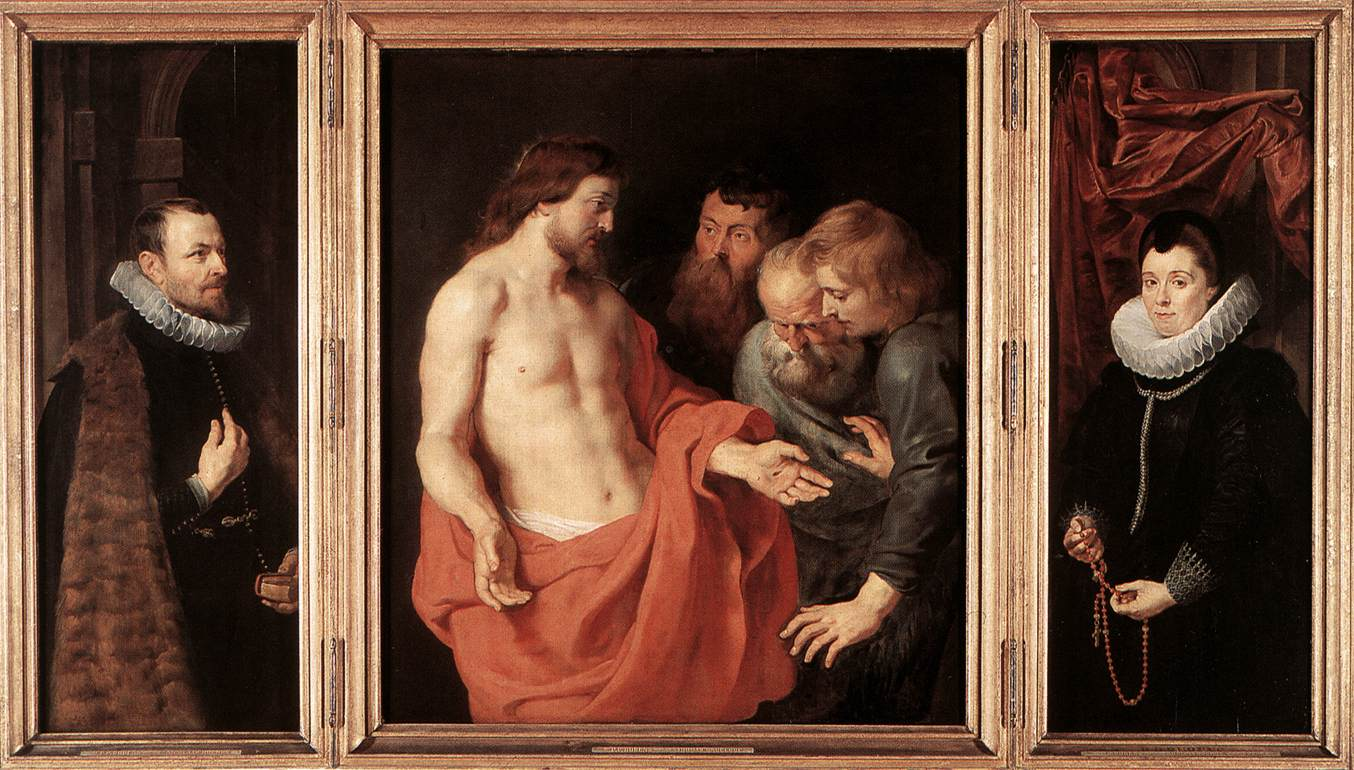
Rubens, Incredulità di san Tommaso (1613-1615), showing the hands, with an "almost invisible" wound on the "wrong" side;[28] con il ritratto del donatore Nicolaas II Rockox.
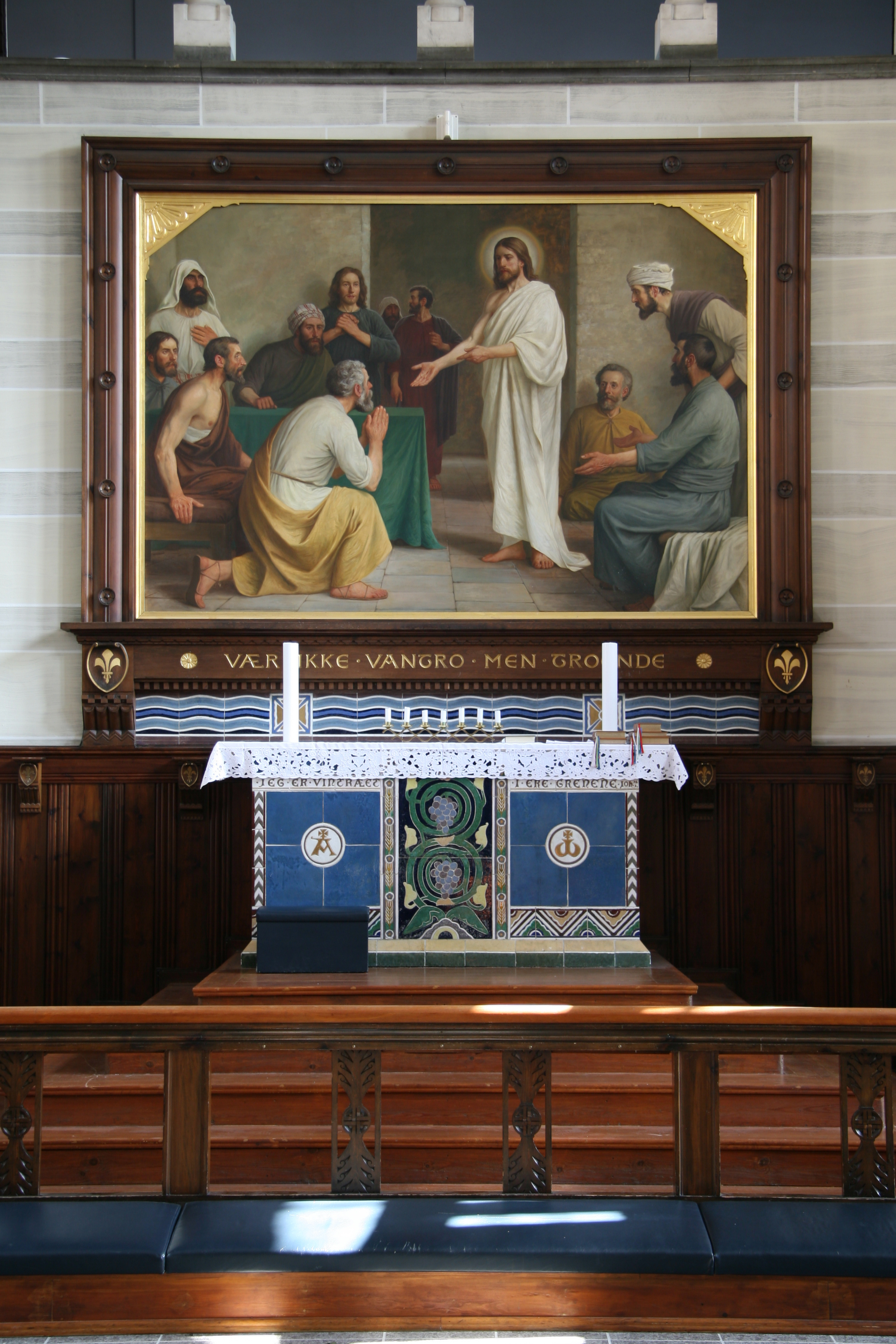
Una composizione luterana danese del XIX secolo, priva del contatto fra i protagonisti
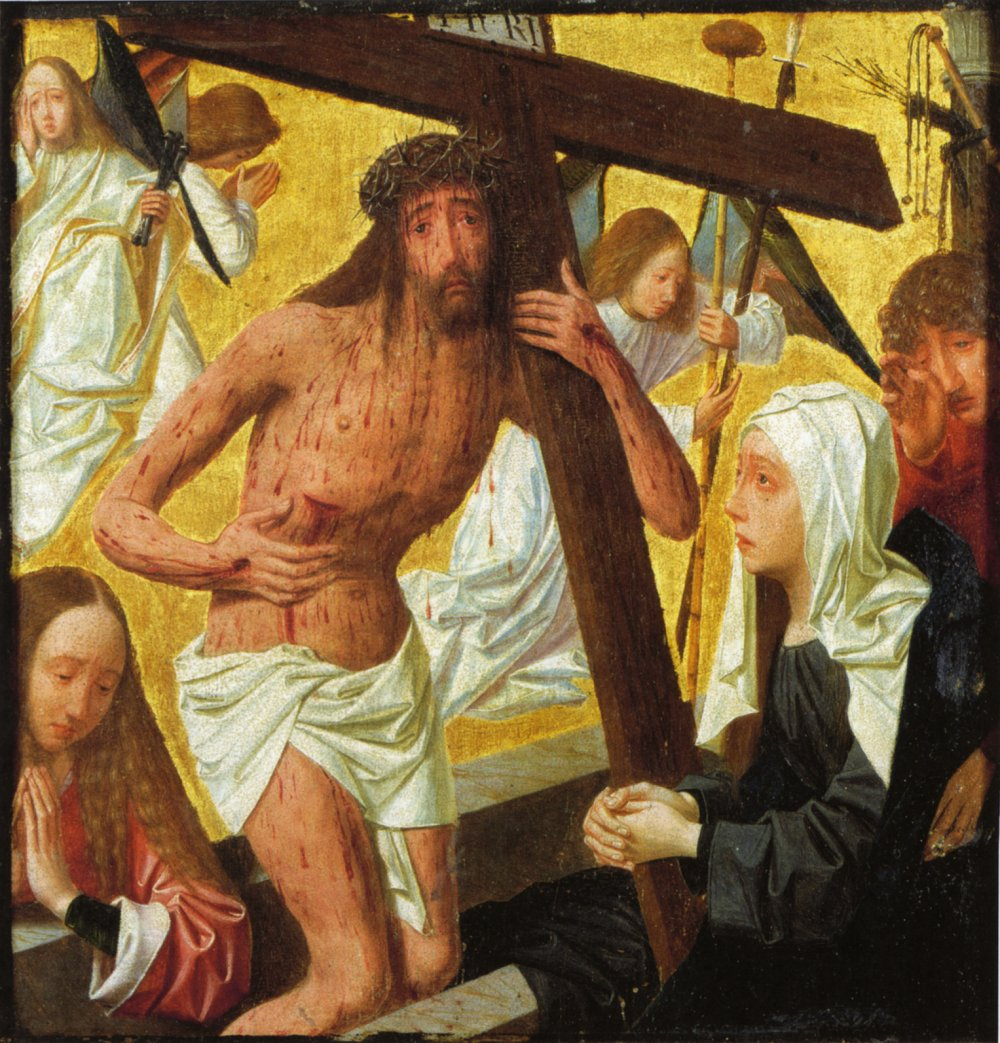
L'ostentatio vulnerum nel complesso pittorico Uomo dei dolori di Geertgen tot Sint Jans (c. 1485–1495)
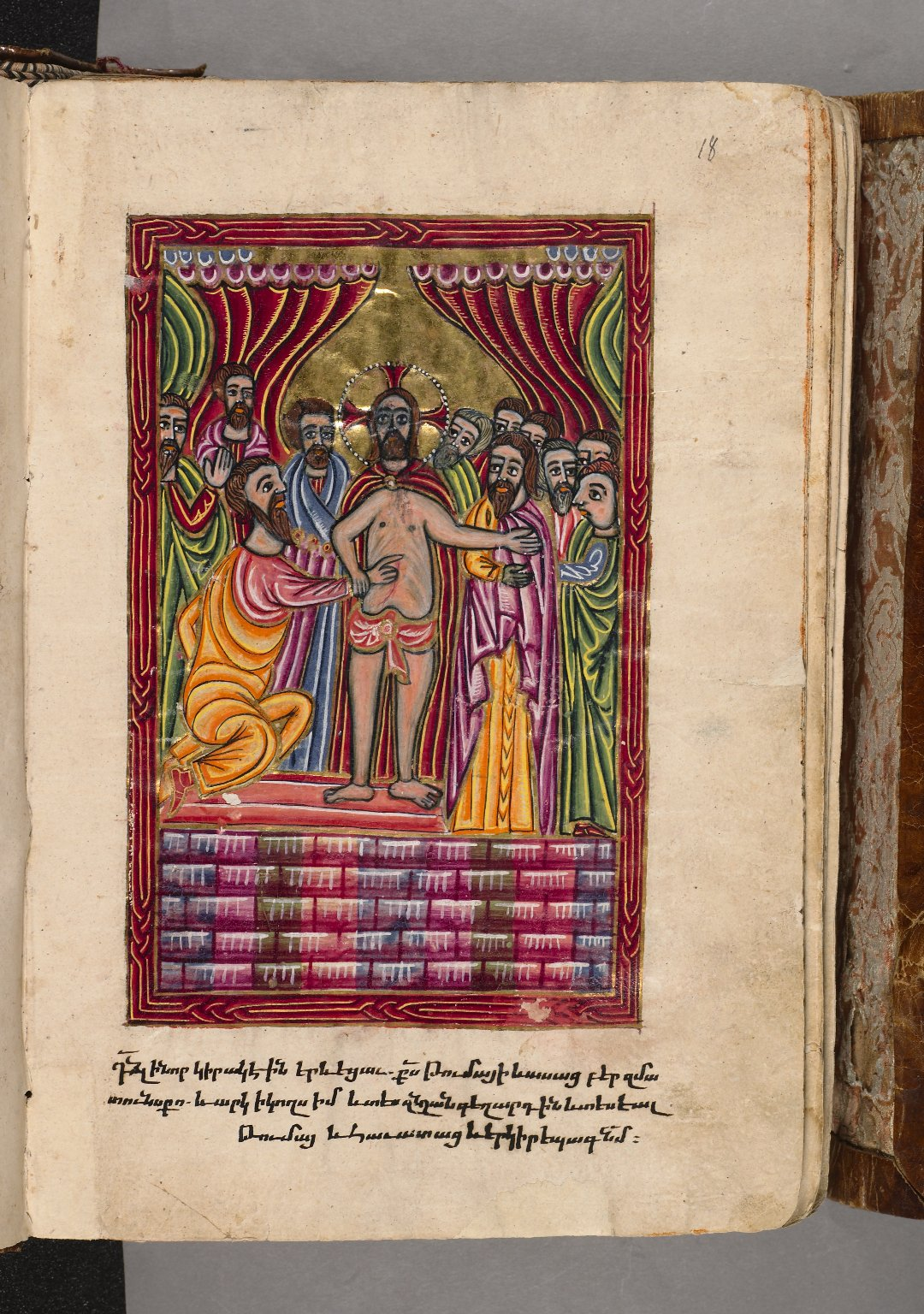
In un manoscritto armeno dei Vangeli, datato all'anno 1609 e conservato alla Biblioteca Bodleiana
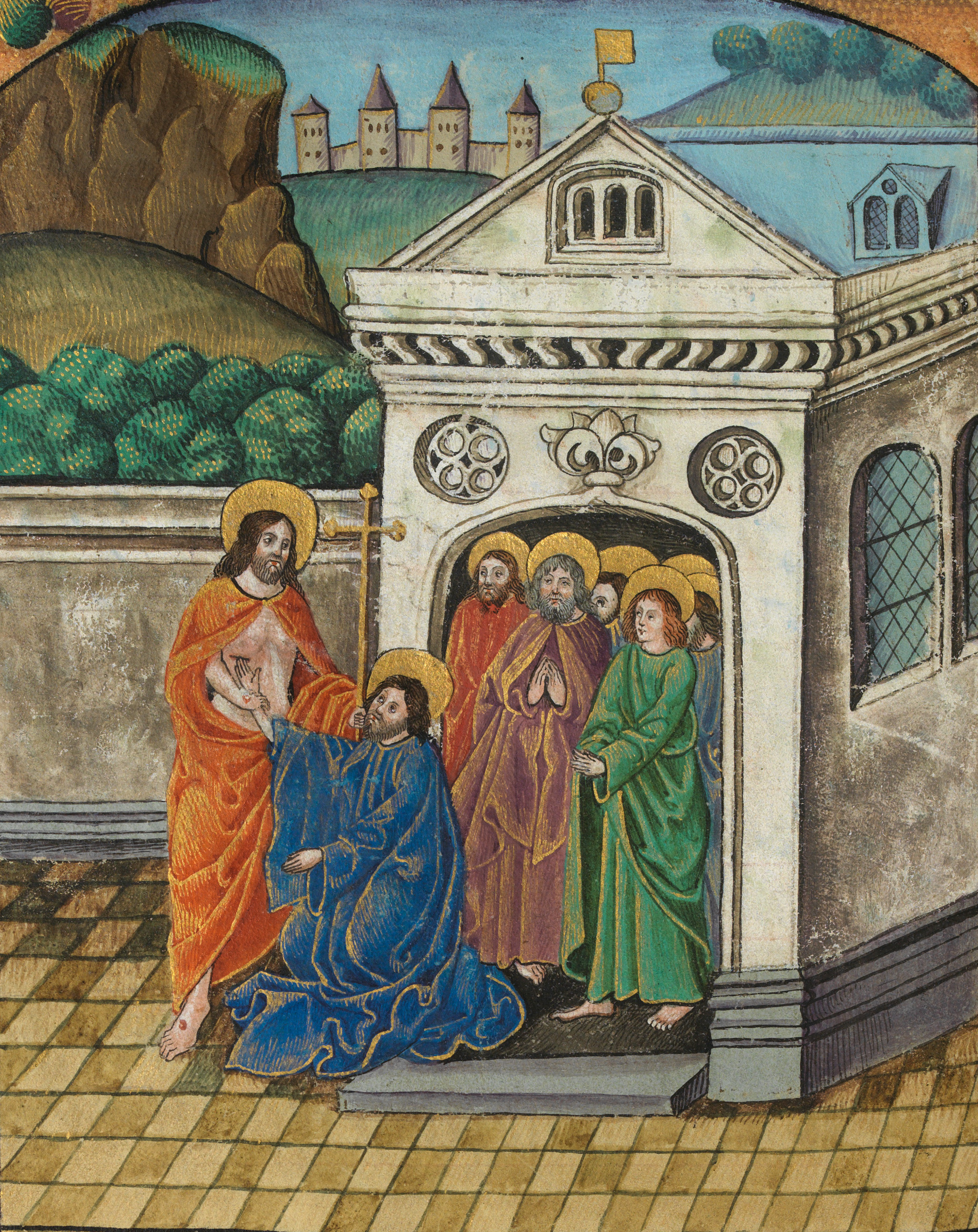
"L'incredulità di Tommaso" in un manoscritto inglese del 1504 ca